# Адамян, Карен Арменакович
Каре́н Армена́кович Адамя́н (род. 27 июня 1992, Гюмри) — российский телеведущий, футбольный комментатор, спортивный журналист и блогер.

## Биография
Карен Адамян родился 27 июня 1992 года в Гюмри. Через год с семьёй переехал в Оренбург. Там окончил среднюю школу № 1 (Народная ул., 16/1) в 2010 году, а затем — факультет журналистики Оренбургского государственного университета.
В 2012 году, заняв второе место на Всероссийском конкурсе комментаторов телеканала «Россия-2», Карен Адамян переехал в Москву и начал работать на телевидении. Проработав на каналах РБК и «Подмосковье», он присоединился к команде «Матч ТВ». Карен — один из ведущих ежедневного утреннего шоу «Все на Матч».
В 2021 году начал развивать свой YouTube-канал «Макарена», известного форматом «50 вопросов» с популярными медийными личностями.